# Festival internazionale delle sculture di sabbia di Jesolo

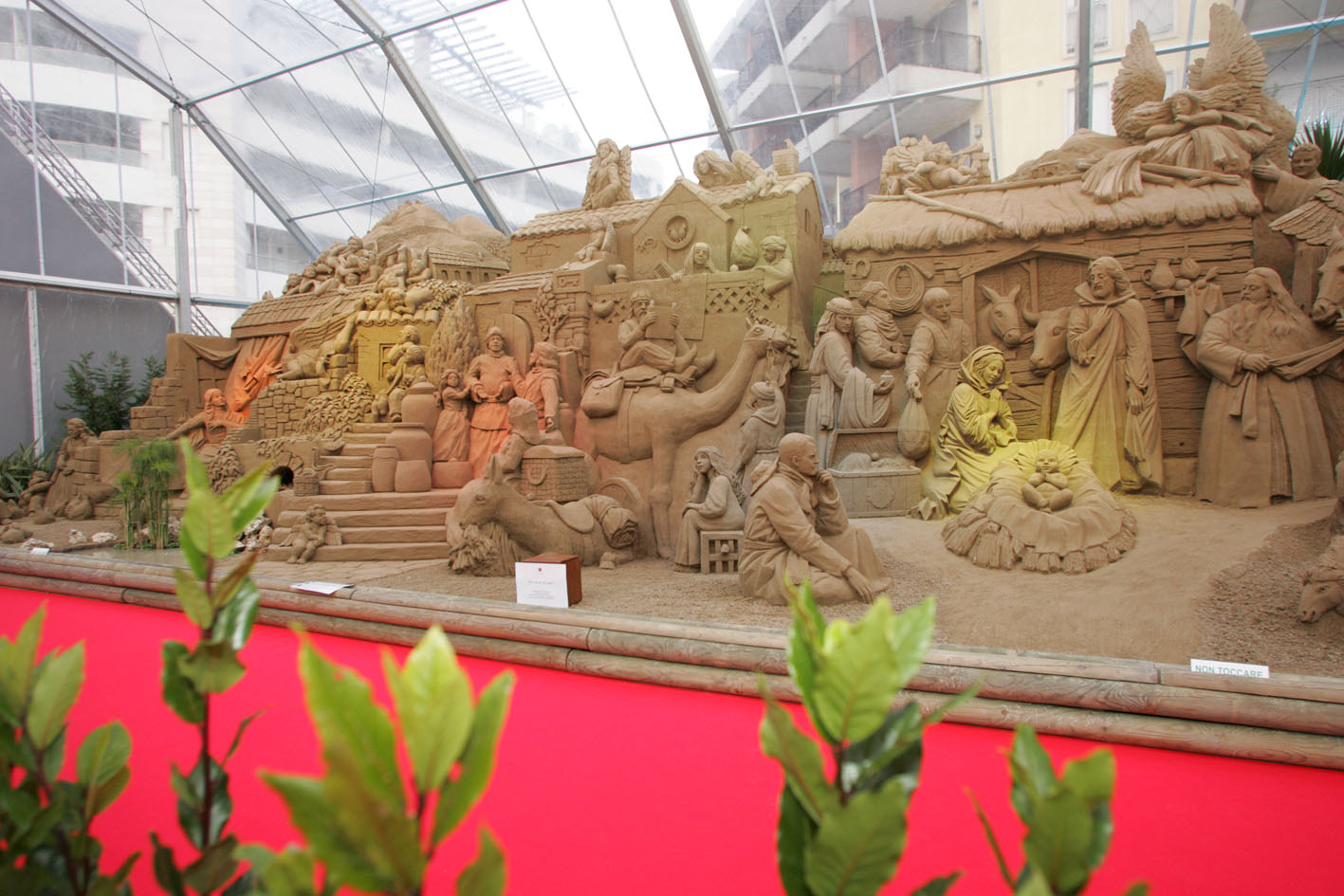
A Jesolo nel periodo invernale si espongono anche presepi di sabbia

Il Festival internazionale delle sculture di sabbia è una gara internazionale di sculture di sabbia che si tiene a Jesolo.
È stato istituito nel 1998, e si tiene ogni estate.

## Edizioni
Ogni anno dal 2001 la gara presenta un tema.
- 1998 - Nessun tema
- 1999 - Nessun tema
- 2000 - Nessun tema
- 2001 - Alice nel paese delle meraviglie
- 2002 - Excalibur
- 2003 - Antica Roma
- 2004 - Antico Egitto
- 2005 - Hollywood
- 2006 - Africa
- 2007 - Far West
- 2008 - Cina
- 2009 - Divina Commedia
- 2010 - Pinocchio
- 2011 - Campionato europeo di scultura su sabbia
- 2012 - Repubblica di Venezia
- 2013 - Rinascimento italiano
- 2014 - Paradiso, inferno, purgatorio, Terra
- 2015 - Prima guerra mondiale
- 2016 -  Le capitali europee (archiviato dall'url originale l'11 luglio 2016).